# Balige II
Balige II is een bestuurslaag in het regentschap Toba Samosir van de provincie Noord-Sumatra, Indonesië. Balige II telt 525 inwoners (volkstelling 2010).